# Stockholm & andra ställen
Stockholm & andra ställen är ett studioalbum från 1992 av den svenske artisten Orup.

## Låtlista
1. "Magaluf"
2. "Nån annan kommer följa dej hem"
3. "Stockholm"
4. "Uppringd och andfådd"
5. "Där ingen man vart förut"
6. "(Om du flyttar till) Gbg"
7. "Du ska bli kvitt denne man"
8. "Drick inte när du är ledsen"
9. "Linda sa"
10. "Det är inte nyttigt för en man att leva ensam "

## Medverkande
- Thomas "Orup" Eriksson - Sång, gitarr, bas, klaviatur, slagverk, trumprogrammering, låtskrivare, producent
- Mattias Torell - Gitarr
- Johan Lindman - Gitarr
- Kalle Landqvist - Bas
- Magnus Frykberg - Trumprogrammering, slagverk
- David Wilczewski - Tenorsax
- Nils Landgren- Trombon
- Hans Dyvik - Trumpet
- Christina Huss- Harpa
- Åke Sundqvist - Slagverk
- Henrik Jansson - Klaviatur, orkesterarrangemang
- Pål Svenre - Klaviatur
- Camilla Henemark - "Den lede kvinnan"
- Margareta & Mija Folkesson - Kör, körarrangemang
- Mauro Scocco, Kör, gitarr, sång-producent
- Lennart Östlund - Inspelningstekniker, trumprogrammering, klaviatur, slagverk, med-producent

## Listplaceringar
| Lista (1992) | Position |
| ------------ | -------- |
| Sverige      | 4        |